# Система Семашко

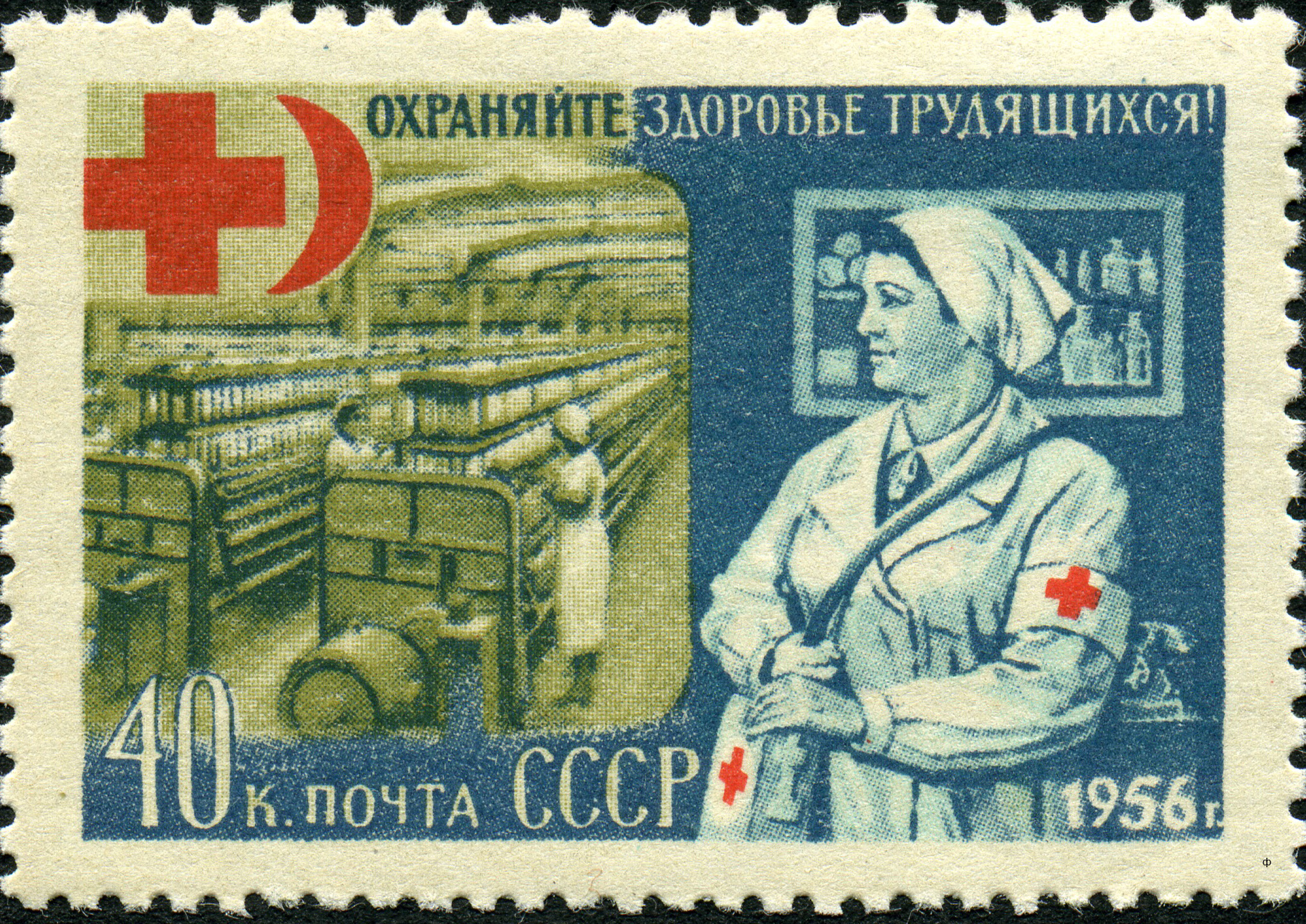
Почтовая марка 1956 года, автор — В. Завьялов

Систе́ма Сема́шко — модель национальной системы здравоохранения, в рамках которой медицинская помощь обеспечивается иерархической системой государственных учреждений, объединённых в министерство здравоохранения и финансирующихся из национального бюджета. Обеспечение медицинскими услугами граждан страны предполагается всеобщим, равным и бесплатным, особое место уделяется работе по социальной гигиене и профилактике заболеваний (санминимум). Система впервые была разработана и внедрена в Советском Союзе под руководством Н. А. Семашко и носит его имя, различные версии системы использовались во всём мире, в основном в странах социалистического блока. Опыт построения системы Семашко тщательно изучался и использовался при проектировании аналогичной системы Бевериджа, принятой в Великобритании и некоторых других странах. Многие развитые страны мира, — Швеция, Ирландия, Великобритания, Дания, Италия и другие, создали свои бюджетные системы здравоохранения, опираясь на опыт, созданной в СССР системы Семашко, и появившейся после окончания Второй мировой войны системы Бевериджа. Система Семашко стала первым опытом создания единой общенациональной системы медицинского обеспечения и в рамках её построения было создано первое в мире министерство здравоохранения. После разрушения мировой социалистической системы и распада СССР национальные модели здравоохранения новых государств были реформированы в сторону уменьшения централизации и увеличения доли платных услуг.

## Предыстория
Общественное осознание желательности появления единой российской государственной системы здравоохранения, по-видимому, появилось в России во второй половине XIX века под влиянием системы земской медицины. Учреждённая сразу после отмены крепостного права, земская медицина стала удачным нововведением, хорошо приспособленным к потребностям российской деревни. Организация медицинской помощи по территориально-участковому принципу оказалась очень устойчивой и просуществовала до конца советского периода, многие приёмные земских врачей превратились в сельские фельдшерско-акушерские пункты (ФАП).
Опыт земских врачей и их рекомендации были обобщены в работе специальной комиссии Министерства внутренних дел России, созданной в конце XIX века для «изыскания мер к повсеместному оздоровлению России». Первым председателем комиссии стал профессор С. П. Боткин, делопроизводством комиссии и подготовкой проектов нормативных актов занимался врач-гигиенист Н. Г. Фрейберг. Важными результатами работы комиссии были разработанные ей нормы обеспечения населения медицинской помощью, а также сформулированный членом комиссии профессором Г. Е. Рейном тезис о необходимости централизованного управления здравоохранением, через организацию профильного министерства. Оппонентам, указывавшим на отсутствие таких министерств в других странах, ответил император Николай Александрович: «Россия — шестая часть света — может иметь Министерство народного здравия». Комиссия завершила свою работу с началом Первой мировой войны.
Во время Первой мировой войны в конце 1916 года указом императора Николая Александровича было учреждено Главное управление государственного здравоохранения с профессором Г. Е. Рейном во главе, канцелярию управления возглавил Н. Г. Фрейберг. Новое управление (по сути министерство) должно было в первую очередь заняться общественной гигиеной и санитарией. Однако столкновение интересов и политическая борьба привели к тому, что думские политические партии и большинство практикующих врачей выступили против этой реформы и в феврале 1917 году новая структура была упразднена, так и не начав работу. Но идея централизованного управления медициной благополучно пережила революции 1917 года.
После свержения Временного правительства и окончания Гражданской войны перед новым коммунистическим государством, декларировавшем первоочередную заботу о народном благе, был поставлен вопрос об организации единой всеобщей системы здравоохранения. Основную роль в постановке этого вопроса и последующем создании модели и института народного здравоохранения сыграл врач и большевик Николай Александрович Семашко. С июля 1918 года, работая на посту первого наркома здравоохранения Российской Социалистической Республики, он руководил разработкой теоретических основ всей системы государственного здравоохранения, опираясь на материалы Высочайше утверждённой Междуведомственной комиссии по пересмотру врачебно-санитарного законодательства. Несмотря на то, что страна Советов не афишировала преемственность и использование материалов этой Комиссии, реформа здравоохранения в России во многом строилась на основе материалов комиссии: в них содержались расчёты о необходимом количестве врачей, определялись объёмы финансирования, нормы обеспечения населения медицинской помощью и другие данные.

## Основные принципы

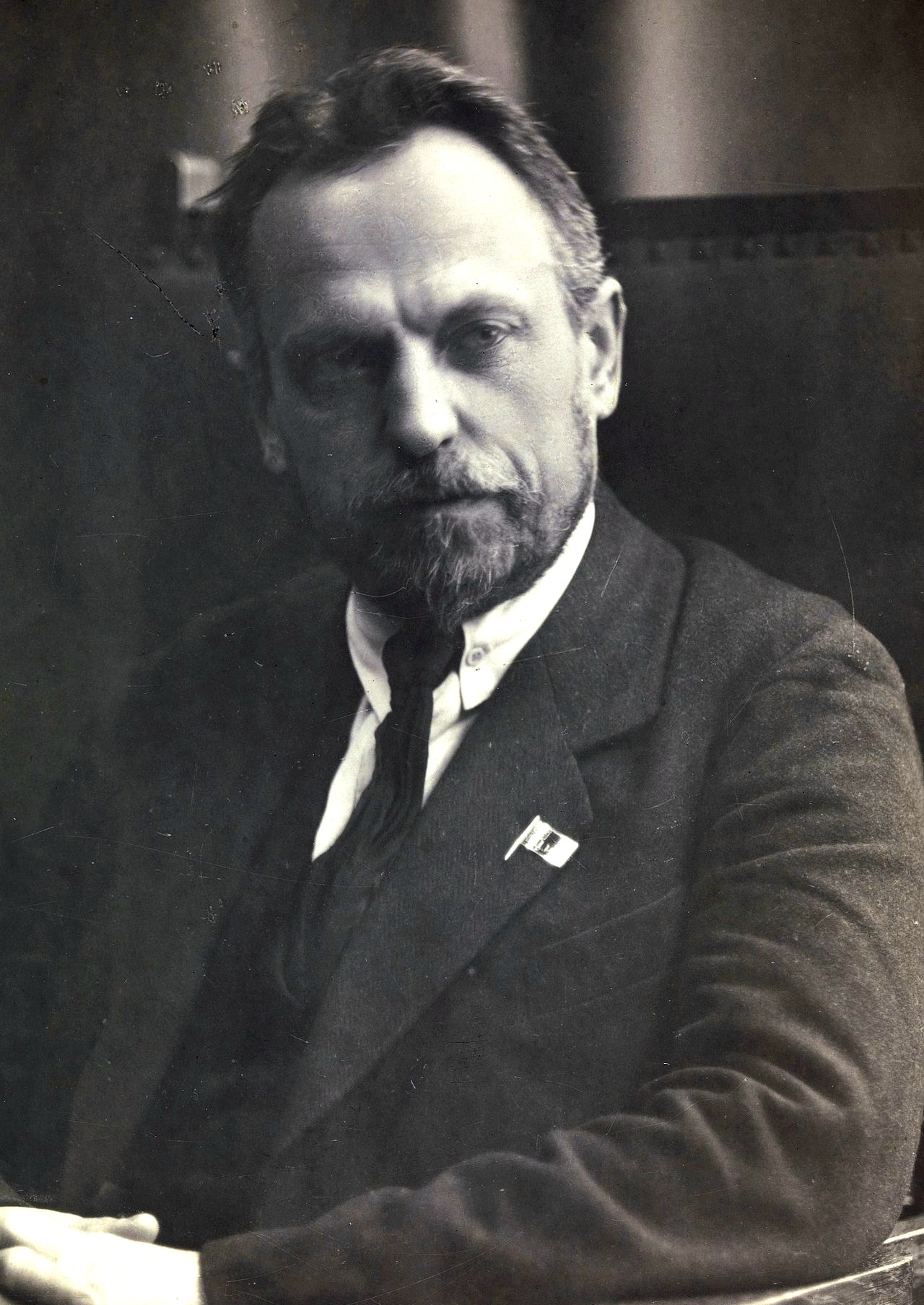
Н. А. Семашко

К организации советского здравоохранения привлекались чиновники несостоявшегося имперского Главного управления государственного здравоохранения, большую роль в создании нормативной базы Наркомздрава сыграл Н. Г. Фрейберг. Идеи, положенные в основу модели Н. А. Семашко были во многом продолжением и развитием мыслей, высказанных в ходе реформ здравоохранения в Российской империи. Однако Семашко, будучи не только врачом, но и отличным организатором-институционалистом, сформулировал идеи бесплатного государственного здравоохранения в виде законченной системы. Высшим медицинским органом в 1918 году был Совет Врачебных коллегий. 10 июля 1918 года на 5-м Всероссийском съезде Советов в Конституции РСФСР были перечислены вновь созданные народные комиссариаты, среди которых был и Народный комиссариат здравоохранения. Так впервые в мире был создан высший государственный орган, который взял в своё ведение все отрасли медико-санитарного дела в стране.
В «систему Семашко» входило создание единой государственной санитарной службы, сети учреждений, которые должны были войти в систему диспансеризации (медсанчасти, поликлиники, диспансеры, заводские и фабричные здравпункты), принимались нормативные документы по её проведению в отраслях. Продолжалось формирование советского врачебно-санитарного законодательства, налаживались связи в области международного сотрудничества. В период гражданской войны и разрухи, во время борьбы с повальными эпидемиями (около 80 % возвращавшихся с фронта солдат были заражены брюшным тифом), решались сложнейшие организационные задачи. Опыт Советской России в определенной мере оказался положительным примером в создании министерств здравоохранения в ряде европейских государств. Принципы и методы организации бесплатной медицины быстро вышли за пределы нашей страны и привлекли пристальное внимание других странах. Н. А. Семашко был также инициатором создания Большой медицинской энциклопедии, в 1927—1936 годах было выпущено её первое издание.
Принципы новой системы здравоохранения были простыми и ясными:
1. Бесплатная всеобщая медицинская помощь объявлялась правом гражданина страны. Все граждане независимо от возраста, общественного положения и материального достатка получали право на квалифицированную медицинскую помощь и это право гарантировалось государством[2].
2. Для практического осуществления этих гарантий государство создавало специальную структуру — Министерство здравоохранения. Все поликлиники, больницы и прочие лечебные учреждения становились государственными предприятиями, а все врачи — государственными служащими и получали финансирование и зарплаты непосредственно от общества: из бюджета страны[2]. Эта область медицины особо отмечается всеми исследователями деятельности учёного в области создания системы профилактики болезней, которой Семашко уделял главенствующую роль в деле организации новой системы здравоохранения. Её принципы он изложил в июне 1918 года на 1-м Съезде медико-санитарных отделов в докладе «Об организации советской медицины». Первый нарком здравоохранения РСФСР Н. А. Семашко, будучи идеологом развития профилактического направления в медицине, способствовал становлению и развитию с 1918 года центра медицинского образования — медицинского факультета 1-го МГУ. В 1930 году медицинский факультет стал 1-м Московским медицинским институтом (1-й ММИ)[3].
3. Профилактика и социальная гигиена объявлялись краеугольным камнем государственной политики здравоохранения. А сама идея о том, что у государства может и должна быть политика в области здравоохранения своих граждан, по-видимому ставит Семашко в ряд выдающихся социальных мыслителей новейшего времени[2].
4. Медицинское обслуживание предлагалось организовать на двух основных принципах: участковом и иерархическом. На уровне ФАП, терапевтического участка и районной больницы лечились самые распространённые заболевания и проводилась профилактика, более сложные случаи с помощью системы направлений передавались в областные, республиканские и всесоюзные институты и больницы[13]. Сельский фельдшер и участковый терапевт, осуществлявшие первичную помощь на нижнем уровне модели, были специалистами широкого профиля, справлявшимися с диагностикой и лечением большинства распространённых заболеваний[14][2].

## Реализация в странах

### СССР
Устройство здравоохранения в СССР проводилось под руководством самого Семашко, возглавлявшего Наркомат здравоохранения (позже переименованного в министерство), и в целом соответствовало сформулированной им иерархической модели. Первичным уровнем оказания медицинских услуг были ФАПы и участковые терапевты, игравшие центральную роль в предоставлении и координации медицинской помощи населению при лечении наиболее распространённых болезней. Более сложные случаи при помощи системы направлений обслуживались на городском, областном, республиканском и всесоюзном уровне. Всего в здравоохранении СССР существовало пять уровней предоставления медицинской помощи.
Параллельно основной системе была выстроена специализированная система медицинской помощи для детей, в основном повторявшая структуру для взрослых: от участкового педиатра в районной детской поликлинике до республиканских и всесоюзных детских лечебных учреждений, таких, как Морозовская больница или Охматдет. Для учёта и лечения социальных инфекционных и хронических болезней были организованы сети диспансеров: туберкулёзных, психоневрологических, кожно-венерологических и других.
Профилактика заболеваний включала в себя всеобщую вакцинацию, пропаганду здорового образа жизни и физкультуры, систему домов отдыха и санаториев. Для предупредительного санитарного надзора и борьбы с эпидемиями была создана санитарно-эпидемиологическая служба. Сам Семашко понимал задачу профилактики гораздо шире и включал в неё профилактику заболеваний по месту жительства граждан и даже меры по решению жилищного вопроса. В частности, по инициативе Семашко были модернизированы или построены заново системы фильтрации воды в большинстве крупных городов СССР, приняты соответствующие государственные стандарты.
Вместе с тем, несмотря на усилия Наркомата здравоохранения, задачу централизации всего медицинского обслуживания в одном министерстве решить не удалось: собственные независимые медицинские сети были созданы другими ведомствами: Наркоматом транспорта, Наркоматом обороны. Формально в рамках Наркомата здравоохранения существовала и фактически независимая от него медицинская сеть для высшего руководства страны.
В период застоя 1970-х годов модель Семашко подверглась глубокой ревизии, сместившей акцент с участкового врача на специализированную помощь в районной поликлинике, что отрицательно сказалось на квалификации участковых терапевтов и привело к падению их престижа, в том числе в глазах пациентов. Участковый терапевт из врача общей практики фактически превратился в диспетчера, направлявшего пациентов к профильным специалистам. В компетенции участкового терапевта после изменений 1970-х годов оставался только очень узкий спектр болезней. Фактически реформы 1970-х годов сняли с участкового врача задачу отслеживания общего состояния здоровья пациента, больше характерную для врачей общей практики и семейных врачей, и переложили комплексную оценку собственного здоровья на самого пациента. Эти реформы стали для здравоохранения СССР отходом от модели Семашко и переходом к модели, сфокусированной на специализированной амбулаторной помощи.
После распада СССР каждая из республик выбрала свой путь реформирования медицинской системы.

### Куба
Реформирование системы здравоохранения Кубы было начато в 1960 году созданием Сельской службы здравоохранения и национализацией всех предприятий здравоохранения и фармацевтики. Существовавшая до революции в городах медицинская сеть независимых обществ взаимопомощи (исп. Sistema de Clínicas Mutualistas y Regionales) была преобразована в нижний уровень модели Семашко — поликлиники, осуществлявшие первичную медицинскую помощь населению. К нижнему уровню позже добавились организованные новой властью сельские медицинские пункты.
Созданная система полностью финансировалась государством и была бесплатной для кубинских граждан с самого начала реформ, однако законодательное закрепление права на всеобщую бесплатную медицинскую помощь было сделано только в 1983 году. По-видимому отчасти такое запоздание может быть объяснено недостатком возможностей для оказания всеобщей медицинской помощи в 1960-х годах и массовым отъездом врачей после революции. Только после создания в 1970-х нескольких высших учебных заведений медицинского профиля ситуацию с квалифицированными кадрами в медицине удалось стабилизировать и нарастить количество врачей в стране.
В 1984 году на нижнем уровне модели была реализована программа «Семейный врач», согласно которой врачи-терапевты широкого профиля устанавливали долгосрочные отношения с семьями, оказывали первую помощь, вели амбулаторный приём и наблюдали за своими пациентами в больницах. Семейный врач как правило проживал в том же районе, что и его пациенты и обслуживал в среднем около 150 семей (примерно 600 человек). Программа охватывала всю страну вплоть до самых отдалённых сельских районов. К концу 1980-х годов последовательное проведение в жизнь политики всеобщего охвата страны медицинским обслуживанием значительно снизило детскую смертность и увеличило среднюю продолжительность жизни практически до стандартов развитых европейских стран и США.
Решающую роль в создании полноценной медицинской отрасли на Кубе сыграла помощь Советского Союза. Во время активного реформирования кубинского здравоохранения в 1960—1980-х годах доля поставок медицинского оборудования и лекарств из СССР достигала более 90 %. Развивавшаяся кубинская фармацевтика зависела от импортного сырья на 85 %. Распад СССР сильно ударил по медицинской системе Кубы и в 1990-х годах она находилась в затяжном кризисе. Кризис был преодолён через программы сотрудничества в области медицинского образования, экспорт услуг кубинских медиков и усилия по импортозамещению фармацевтического сырья.
Экспорт медицинских услуг и лекарств, лечебный медицинский туризм на Кубу, недорогое медицинское образование для иностранцев позволили стабилизировать ситуацию с финансированием отрасли и сохранить для граждан Кубы бесплатную медицинскую помощь и бесплатное медицинское образование.

## Достижения и достоинства модели
Система Семашко впервые в мире превратила отдельные идеи ведущих врачей России и всего мира в единую государственную политику в области здравоохранения, что стало достижением цивилизационного масштаба, приведшим впоследствии к появлению во всех развитых странах соответствующих служб и министерств. По поводу единой доступной бесплатной медицины в СССР по-видимому существовал широкий народный консенсус, считавший советское здравоохранение одним из главных достоинств советского строя.
Внедрение модели Семашко в СССР позволило в течение первых же лет советской власти в несколько раз уменьшить раннюю детскую смертность, смертность от туберкулёза, малярии и других опасных заболеваний. Всеобщая вакцинация, диспансеризация, участие государства в противоэпидемической мелиорации и строительстве систем фильтрации воды снизили риски и масштабы эпидемий, сведя их практически к нулю.
Развитие сети государственных высших медицинских учреждений во всех странах, внедрявших систему Семашко, обеспечивало эти страны массовыми квалифицированными кадрами врачей. Создание и финансирование государственных фармацевтических предприятий и лабораторий обеспечивало доступность лекарств для населения, уменьшало зависимость от их импорта.
В мае 2020 года была учреждена Медаль имени основоположника советского здравоохранения — академика Николая Семашко. Она будет вручаться врачам и тем, кто осуществляет деятельность в сфере общественного здоровья.

## Недостатки и критика модели
Реализация модели Семашко в СССР критиковалась за негибкость подхода и игнорирование нараставшего количества хронических болезней: диабета и сердечно-сосудистых заболеваний. Одновременно отмечалось, что такая реакция системы могла быть вызвана излишней бюрократизацией и связанной с этим ригидностью системы, а не фундаментальными недостатками модели.
Территориально-участковый принцип в советском здравоохранении приводил к отсутствию выбора у пациента, он не мог сменить своего участкового врача в случае недоверия или личного конфликта. Такой подход делал невозможной конкуренцию между врачами за пациента, что в свою очередь приводило к незаинтересованности врача в пациенте и застою в профессиональном развитии врачей в целом. Этот недостаток был учтён и преодолён при организации программы семейных врачей на Кубе, а также при создании системы семейных врачей в британской системе NHS в модели Бевериджа.
Одним из главных недостатков здравоохранения в советское время считалось его хроническое недофинансирование, приводившее к дефициту лекарств и современной медицинской техники, а также к широкому распространению практики неформальной платы за квалифицированную медицинскую помощь, ставшую повсеместной в конце советского периода. Некоторые исследователи отмечали, впрочем, что недофинансирование было следствием внутренней политики СССР, а не фундаментальным недостатком системы Семашко.